# История Пензенской области
Пензенская область — российский регион на западе среднего Поволжья. 

## Доисторический период
К эпохе мезолита на территории Пензенской области относятся стоянки, которые обнаружены в верховьях реки Выша Земетчинского района, в окрестностях Пензы, по берегам Суры, Мокши, Хопра. На дюнной стоянке Подлесное-1 на берегу реки Суры к северу от Пензы найдены характерные для мезолита кремнёвые нуклеусы, скребки, ножи, проколки, рубящие орудия. 
В эпоху неолита началось массовое заселение территории Пензенского края. К неолиту относятся стоянки в долине реки Суры у г. Пенза, Новоямский могильник в 30 верстах от г. Краснослободска, Озименки (балахнинская культура развитого неолита) и Кавендра возле с. Наровчат, Пензенские стоянки (Барковка, Калашный, Затон, оз. Долгое, Кривозерье), Бессоновская, Земетчинская и др.
Во второй половине 4-го тыс. до н. э. в южную часть Пензенского края из степного Поволжья проникает новое население: племена оседлых скотоводов. В 3-м тыс. до н. э. на Пензенской земле обитали племена двух родственных культур – волосовской и имеркской. Время энеолита в Пензенском крае совпало с господством волосовской культуры.
К эпохе бронзы относятся могильники фатьяновской культуры (стоянка Озименки в Наровчатском районе).
Предполагаемый возраст представителя срубной культурно-исторической общности, найденного в Мокшанском районе, составляет 3465—3188 лет назад. На поселениях бронзового века у сëл Усть-Уза, Алферьевка, Смычка, на ручье Кула, в районе Барковки, под Пензой керамика в основном была срубной культуры. На Алферьевском и Барковском поселениях также были обнаружены материалы абашевской культуры.
В железном веке (1-е тыс. до н. э.) на территории области появились племена городецкой культуры, которых отождествляют с фиссагетами Геродота. Эти племена входили в сферу влияния скифских народов, но впоследствии приняли участие в формировании мордовской народности. В погребениях Ражкинского могильника обнаружены традиции захоронения, являющиеся заимствованием и влиянием сарматов.
Старший Селиксенский, Усть-Узинский и Ражкинский могильники древнемордовской культуры датируются II‒IV веками.
В III веке племена городецкой культуры создают Золотарёвское городище, которое с VIII века ассоциируется с мордвой, а с X века — с буртасами.
Антропологические материалы с Шемышейского могильника древней мордвы (III–IV вв.) хранятся в антропологической лаборатории кафедры «Анатомия человека» Медицинского института ПГУ.
1-й Армиёвский могильник (V—VII вв.) генетически связывают с Селиксенским и Селикса-Трофимовским могильниками мокши.
2-й Армиёвский могильник (IX-XI вв.) среди других мордовских памятников. Зафиксированы также широтная ориентация могил, большое количество вторичных захоронений, наличие в могилах костей лошади и КРС, части инвентаря в боковых нишах и над могилой. Среди находок — бронзовое китайское зеркало, серебряные наглазники (характерны для древних венгров), оружие, конское снаряжение, богатые поясные украшения.
В XI веке Золотарёвская крепость входит в состав Волжской Булгарии.

## Золотоордынский период
В 1237 году через регион проходят полчища монгольского хана Батыя, после чего край входит в состав Золотой Орды. В 1313 году город Наровчат стал резиденцией Узбек-хана и столицей отдельного улуса. В 1395 году Тамерлан разоряет этот край, который становится частью Дикого Поля.

## Засечная черта
Первое упоминание о поселении на месте Беково относится к 1621 году. В 1636 — 1648 годах в Пензенском крае были настроены Керенская, Верхнеломовская, Нижнеломовская, Инсаро-Потижская и Саранско-Артеманская, а в 1676-1680 годах Пензенская Засечные черты. На них были поставлены города Керенск (1636 г.), Верхний Ломов (1635), Нижний Ломов (1636), Пенза (1663), Мокшан (1679), Рамзаевский остров (1679 г.).

## Пензенская провинция/губерния
В 1719 году была образована Пензенская провинция в составе Казанской губернии.
15 сентября 1780 года было образовано Пензенское наместничество, просуществовавшее до 5 марта 1797 года, когда наместничество было ликвидировано, а Пенза стала центром Пензенского уезда Саратовской губернии. В конце XVIII века на пензенской земле была возведена княжеская усадьба Зубриловка.
9 сентября 1801 года Пензенская губерния была восстановлена и просуществовала до 1928 года — времени больших административно-территориальных преобразований в СССР. В 1928 губерния ликвидирована, Пенза стала центром Пензенского округа Средневолжского края, затем Куйбышевского края, а через 9 лет (с 1937) — районным центром Тамбовской области.
Пензенская губерния была в числе 17 регионов, признанных серьёзно пострадавшими, во время голода 1891—1892 годов.
В 1918 году произошло крестьянское восстание в Пензенской губернии против власти большевиков.
В 1928 году после упразднения губерний и уездов Пенза становится центром Пензенского района и одновременно Пензенского округа Средне-Волжской области, в 1930 года — районным центром Средневолжского (Куйбышевского края), с 1937 года — в Тамбовской области.

## Пензенская область
4 февраля 1939 года Указом Президиума Верховного Совета СССР Тамбовская область была разделена и образована Пензенская область, существующая до настоящего времени. В марте 1939 года был создан Пензенский областной комитет ВКП(б), первым секретарём обкома стал Александр Кабанов.
31 мая 1939 года Верховный Совет СССР утвердил создание области. При образовании Пензенской области в её состав были включены: из Тамбовской области — город Пенза, Башмаковский, Беднодемьяновский, Бессоновский, Больше-Вьясский. Голицынский, Головинщинский, Городищенский, Земетчинский, Иссинский, Каменский, Керенский, Кондольский, Лунинский, Мокшанский, Наровчатский, Нижне-Ломовский, Пачелмский, Поимский, Свищевский, Соседский, Телегинский, Терновский, Чембарский и Шемышейский районы; из Куйбышевской области — Барановский, Камешкирский, Кузнецкий, Литвиновский, Неверкинский, Николаевский, Николо-Пестровский районы; из Саратовской области — Бековский, Даниловский, Колышлейский, Лопатинский, Мало-Сердобинский, Сердобский, Тамалинский районы. 19 января 1943 года Барановский и Николаевский районы перечислены в состав вновь образуемой Ульяновской области.
В 1986 году Пензенская область пострадала от выпадения радиоактивных осадков после аварии на Чернобыльской АЭС. Радиоактивному загрязнению подверглось 4130 км² (9,6 %) территории Пензенской области, 200 населённых пунктов с населением 131 тыс. человек. В число наиболее загрязнённых участков в Пензе включены Пенза-III, Согласие, Гидрострой, Окружная и территория в Арбеково между проспектом Строителей и железной дорогой.